# مجموعة E4
مجموعة E4 هي شركة هندسية روسية تُعد من بين الأكبر في الاتحاد الروسي. تنتشر أنشطتها في جميع المناطق الفيدرالية، ويبلغ عدد موظفيها نحو 20 ألفًا، ويصل إلى 30 ألفًا عند احتساب الموظفين في الشركات التابعة. يشغل دانيل نيكيتين منصب الرئيس التنفيذي الحالي للمجموعة.

## المعلومات المالية
تأسست مجموعة E4 في عام 2006. ومن أبرز إنجازاتها في عام 2007 تحقيق حصة سوقية بلغت 15%، ونمو في الإيرادات الموحدة بنسبة 90%، وزيادة في مبيعات العقود بنسبة 150%، بالإضافة إلى ارتفاع في صافي الأرباح بنسبة 260%.

### المشاريع الرئيسية
تشمل مشاريع المجموعة: محطة الطاقة الإقليمية في نياجان (Nyagan Regional Power Plant)، وبناء محطة توليد الطاقة بالدورة المركبة (Combined Cycle Power Plant - CPP) بقدرة 410 ميغاواط في كراسنودار، وإنشاء مرجل ومحطة توليد كهرباء بالدورة المركبة (Combined Cycle Plant - CCP) بقدرة 125 ميغاواط في المنطقة الشمالية الغربية من مدينة كورسك، بالإضافة إلى تشييد منشأة لتخزين النفايات النووية (Nuclear Waste Storage Facility) في مدينة جيليزنوغورسك ، التابعة لإقليم كراسنويارسك.

## روابط خارجية
- موقع الشركة